# Cosette Harcourt
Pour les articles homonymes, voir Harcourt (homonymie).
Germaine Hirschfeld, plus connue sous le nom de Cosette Harcourt, née le 20 décembre 1900 à Paris, où elle est morte le 11 février 1976, est une photographe portraitiste française, cofondatrice du Studio Harcourt.

## Biographie
Cosette Harcourt est née au 21, rue Condorcet à Paris. Elle est la fille de Percy Victor Hirschfeld et de Sophie Liebman, des immigrants juifs allemands installés à la fin du XIXe siècle à Paris. La famille se réfugie à Londres pendant la Première Guerre mondiale pour échapper à la xénophobie allemande[Quoi ?]. Germaine Hirschfeld revient en France aux alentours de 1923, où elle se réinvente une identité et une nationalité. Elle est devenue Cosette Harcourt, photographe de nationalité britannique. La voix teintée d'un léger accent anglais, elle a adopté une élégance stricte et un maintien aristocratique qui entretiennent l'ambiguïté sur ses origines. Son pseudonyme associe le nom d'une figure romantique misérabiliste, la Cosette de Victor Hugo, à celui de la maison d'Harcourt, illustre famille normande de noblesse féodale,.
Dans les années 1930, elle travaille comme vendeuse dans différents studios parisiens, au studio Piaz puis aux studios Manuel Frères spécialisés dans le portrait.
Elle crée en 1933 un studio de photographie au 11 bis rue Christophe-Colomb à Paris.
En 1934, elle s'associe avec les frères Lacroix, patrons de presse et Robert Ricci, fils de Nina Ricci pour fonder le studio Harcourt.
Jacques Lacroix l'épouse le 3 août 1940 pour lui donner son nom et échapper aux nazis mais l'occupation de Paris balaie l'exceptionnelle réussite de Cosette. Elle passe en zone libre, puis au Royaume-Uni et est remplacée à la direction par Henri Bierley-Lalune jusqu'à son retour à la Libération. Comme convenu, elle divorce de Jacques Lacroix et mademoiselle Harcourt réintègre son poste de directrice.
On lui doit alors, notamment, un portrait d'Édith Piaf en 1946.
En 1950, le studio Harcourt connaît sa période de gloire.
Lacroix achète en 1958 le château de Lésigny pour son ex-épouse, la demeure étant probablement l'écrin des désirs aristocratiques refoulés de Cosette.
Elle imprime son style au studio Harcourt jusqu'à sa mort en 1976.